# Dzierlatka (zwyczajna)
Dzierlatka (zwyczajna), śmieciuszka, pośmieciuszka (Galerida cristata) – gatunek małego ptaka z rodziny skowronków (Alaudidae).

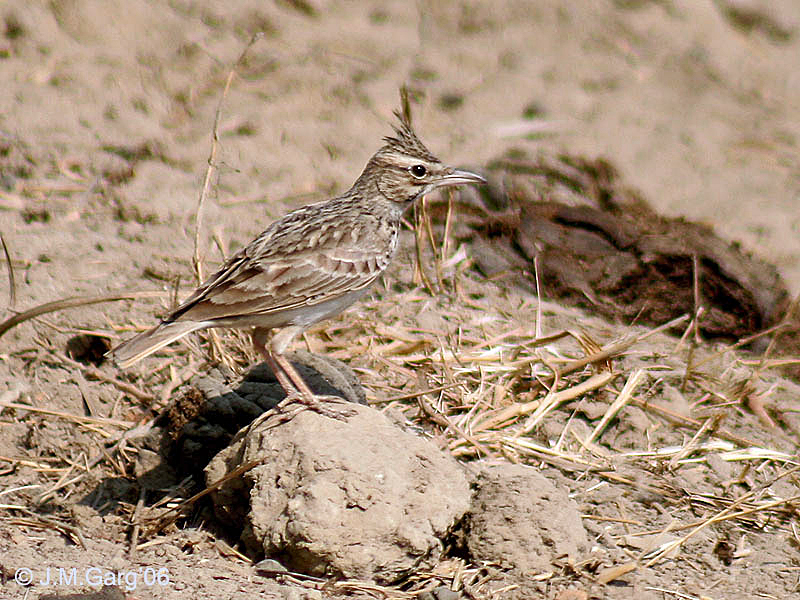
Ze względu na maskujące upierzenie niełatwo dostrzec dzierlatkę na ziemi

## Systematyka
Wyróżniono ponad trzydzieści podgatunków G. cristata:
- G. cristata pallida C.L. Brehm, 1858 – Półwysep Iberyjski.
- dzierlatka (zwyczajna)[3] (G. cristata cristata) (Linnaeus, 1758) – południowa Skandynawia i Francja do Ukrainy i Węgier.
- G. cristata neumanni Hilgert, 1907 – zachodnio-środkowe Włochy.
- G. cristata apuliae von Jordans, 1935 – południowe Włochy i Sycylia.
- G. cristata meridionalis C.L. Brehm, 1841 – wschodnia Chorwacja do środkowej Grecji i zachodniej Turcji.
- G. cristata cypriaca Bianchi, 1907 – Rodos, Karpathos i Cypr.
- G. cristata tenuirostris C.L. Brehm, 1858 – wschodnie Węgry i Rumunia do południowej Rosji i Kazachstanu.
- G. cristata caucasica Taczanowski, 1888 – wschodnie Wyspy Egejskie, północna Turcja i wschodni Kaukaz.
- G. cristata kleinschmidti Erlanger, 1899 – północno-zachodnie Maroko.
- G. cristata riggenbachi E. J. O. Hartert, 1902 – zachodnie Maroko.
- G. cristata carthaginis O. Kleinschmidt & Hilgert, 1905 – północno-wschodnie Maroko do północnej Tunezji.
- G. cristata arenicola Tristram, 1859 – północno-wschodnia Algieria, południowa Tunezja i północno-zachodnia Libia.
- G. cristata festae E. J. O. Hartert, 1922 – wybrzeża północno-wschodniej Libii.
- G. cristata brachyura Tristram, 1865 – niziny północno-wschodniej Libii do południowego Iraku i północnej Arabii.
- G. cristata helenae Lavauden, 1926 – południowo-wschodnia Algieria i południowo-zachodnia Libia.
- G. cristata jordansi Niethammer, 1955 – góry Aïr (północny Niger).
- G. cristata nigricans C.L. Brehm, 1855 – Delta Nilu (północny Egipt).
- G. cristata maculata C.L. Brehm, 1858 – środkowy Egipt.
- G. cristata halfae Nicoll, 1921 – południowy Egipt i północny Sudan.
- G. cristata altirostris C.L. Brehm, 1855 – wschodni Sudan i Erytrea.
- G. cristata somaliensis Reichenow, 1907 – południowa Etiopia, północna Somalia i północna Kenia.
- G. cristata balsaci Dekeyser & Villiers, 1950 – wybrzeża Mauretanii.
- G. cristata senegallensis (Statius Müller, 1776) – Mauretania, Senegal i Gambia do Nigru.
- G. cristata alexanderi Neumann, 1908 – północna Nigeria do zachodniego Sudanu i północno-środkowej Republiki Środkowoafrykańskiej.
- G. cristata isabellina Bonaparte, 1850 – środkowy Sudan.
- G. cristata cinnamomina E. J. O. Hartert, 1904 – zachodni Liban i północno-zachodni Izrael.
- G. cristata zion R. Meinertzhagen, 1920 – południowa Turcja do północno-wschodniego Izraela.
- G. cristata subtaurica (Kollibay, 1912) – środkowa Turcja do południowo-zachodniego Turkmenistanu i północnego Iranu.
- G. cristata magna A. O. Hume, 1871 – Kazachstan do południowej Mongolii i północno-zachodnich Chin.
- G. cristata leautungensis (Swinhoe, 1861) – północno-wschodnie i wschodnie Chiny.
- G. cristata coreensis Taczanowski, 1888 – Korea.
- G. cristata iwanowi Loudon & Zarudny, 1903 – środkowy Iran i środkowy Turkmenistan do północno-zachodniego Pakistanu (IOC obecnie wlicza tę populację do G. c. magna).
- G. cristata lynesi Whistler, 1928 – północny Pakistan.
- G. cristata chendoola (Franklin, 1831) – środkowy i wschodni Pakistan przez zachodnie i północne Indie do południowego Nepalu.
- G. cristata randonii Loche, 1860 – wschodnie Maroko i północno-zachodnia Algieria.
- dzierlatka długodzioba (G. cristata macrorhyncha) Tristram, 1859 – południowe Maroko i północno-zachodnia Algieria na południe od Atlasu Saharyjskiego i dalej na południe po zachodnio-środkową Mauretanię.

IOC wydziela podgatunki randonii i macrorhyncha do osobnego gatunku Galerida macrorhyncha.

## Występowanie
Zamieszkuje Eurazję w pasie klimatów umiarkowanych, od Portugalii po północno-wschodnie Chiny, Koreę i wschodnie Indie, oraz północną Afrykę i Sahel. W Europie północna granica areału przechodzi przez południową Skandynawię i Bałtyk, a szczególnie pospolita jest w południowej części tego kontynentu. Jej liczebność od paru dekad zmniejsza się. Uważa się, że pierwotnymi siedliskami dzierlatki były azjatyckie stepy, skąd rozprzestrzeniła się na kontynent europejski w trakcie rozwoju rolnictwa. W Europie Zachodniej i Środkowej zaczęto ją widywać już w XIV wieku. Gatunek osiadły.
W Polsce nieliczny, nierównomiernie rozmieszczony ptak lęgowy i zimujący. Spotkać go można w całym kraju (dolatuje do 600 m n.p.m., więc w górach prawie go nie ma), ale lokalne populacje znacznie różnią się liczebnością. Większe liczby osobników notuje się w zachodniej i środkowej Polsce, a największe populacje znajdują się w ramach administracyjnych granic większych miast: Poznania i Warszawy, a w mniejszym stopniu Szczecina, Leszna, Wrocławia i Ostrowa Wielkopolskiego. Siedliska związane z człowiekiem są bowiem preferowane przez te ptaki. Obecnie w wielu regionach staje się ptakiem rzadkim lub znika z krajobrazu, choć do niedawna, zwłaszcza w miastach, była pospolita. Populację dzierlatki w Polsce w latach 2008–2012 szacowano na 2500–3500 par lęgowych.

## Charakterystyka

### Wygląd

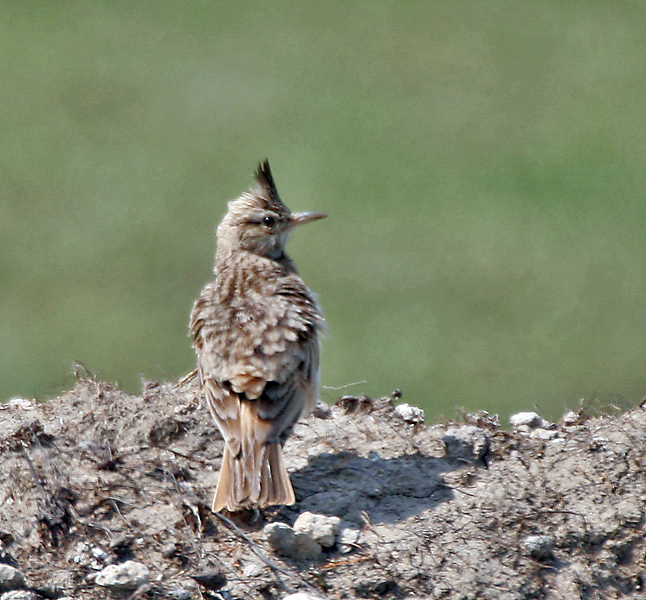
Czubek na głowie nastroszony pozostaje również u ptaka w spoczynku

Ptak wielkości skowronka, nieco większy od wróbla domowego, o krępej sylwetce, długim, masywnym dziobie i charakterystycznym, szczeciniastym sterczącym czubku na głowie (nawet gdy ptak jest spokojny). Obie płci ubarwione jednakowo. Upierzenie skromne, brązowe z intensywnym, ciemniejszym kreskowaniem na wierzchu ciała. Spód brudnobiały, na piersi i gardzieli brązowo kreskowany, niżej jednolity. Brwi, obrączki wokół oczu („okulary”) i obramowanie policzków o nieco jaśniejszym odcieniu niż reszta ciała. Na skrzydłach widać jasne, wąskie obrzeżenia. Ogon dość krótki, rozwidlony, ciemny i beżowo-brązowo obrzeżony na zewnętrznych krawędziach. Ma szarobrązowy dziób, a tęczówki oczu i nogi jasnobrązowe. Młode osobniki posiadają bardziej plamiste upierzenie i mniejszy czubek.
W terenie wzrostem, sposobem poruszania się po ziemi i w powietrzu oraz barwami bardzo przypomina skowronka. Różnicę można dostrzec w kształcie czubka na głowie, bardziej krępej sylwetce, krótszym ogonie oraz bardziej szarym (ciemniejszym) i jednolitym upierzeniu u dzierlatki.

### Zachowanie
To ptak mało płochliwy, toteż łatwy do rozpoznania i obserwacji. Najłatwiej zauważyć go zimą, a trudniej w okresie lęgowym, kiedy staje się skryty. Gdy człowiek się do niego zbliży, odlatuje jedynie na kilka metrów od niego. Do lotu startuje ukośnie w górę i leci nad miejscem gniazdowania „miękkim” lotem i często oddala się znacznie od gniazda. W powietrzu przeważnie zatacza koło, po czym stopniowo ląduje na zwykle podwyższonym miejscu. Lot nie jest charakterystyczny dla gatunku.

### Wymiary średnie
długość ciała17–19 cm

rozpiętość skrzydełok. 34 cm

### Masa ciała
ok. 35–50 g

### Głos
Samiec śpiewa zwykle na ziemi w miejscu, z którego może prowadzić dogodną obserwację terenu, np. stojąc na grudzie ziemi lub stosie kamieni. Jednak często zdarza mu się wydawać swe odgłosy w locie. W przeciwieństwie zatem do skowronka polnego potrafi odzywać się z punktów obserwacyjnych, jakim może być niewysoki krzew. Średni czas trwania pieśni dzierlatki w powietrzu jest krótszy niż śpiew skowronka polnego i przeważnie wynosi około 1 minutę. Poza tym gatunek ten potrafi naśladować głosy innych ptaków. Głos wabiący to „dy” lub „djui”, a gdy wzlatuje lub siedzi na ziemi – „pi pi diee”.

## Biotop

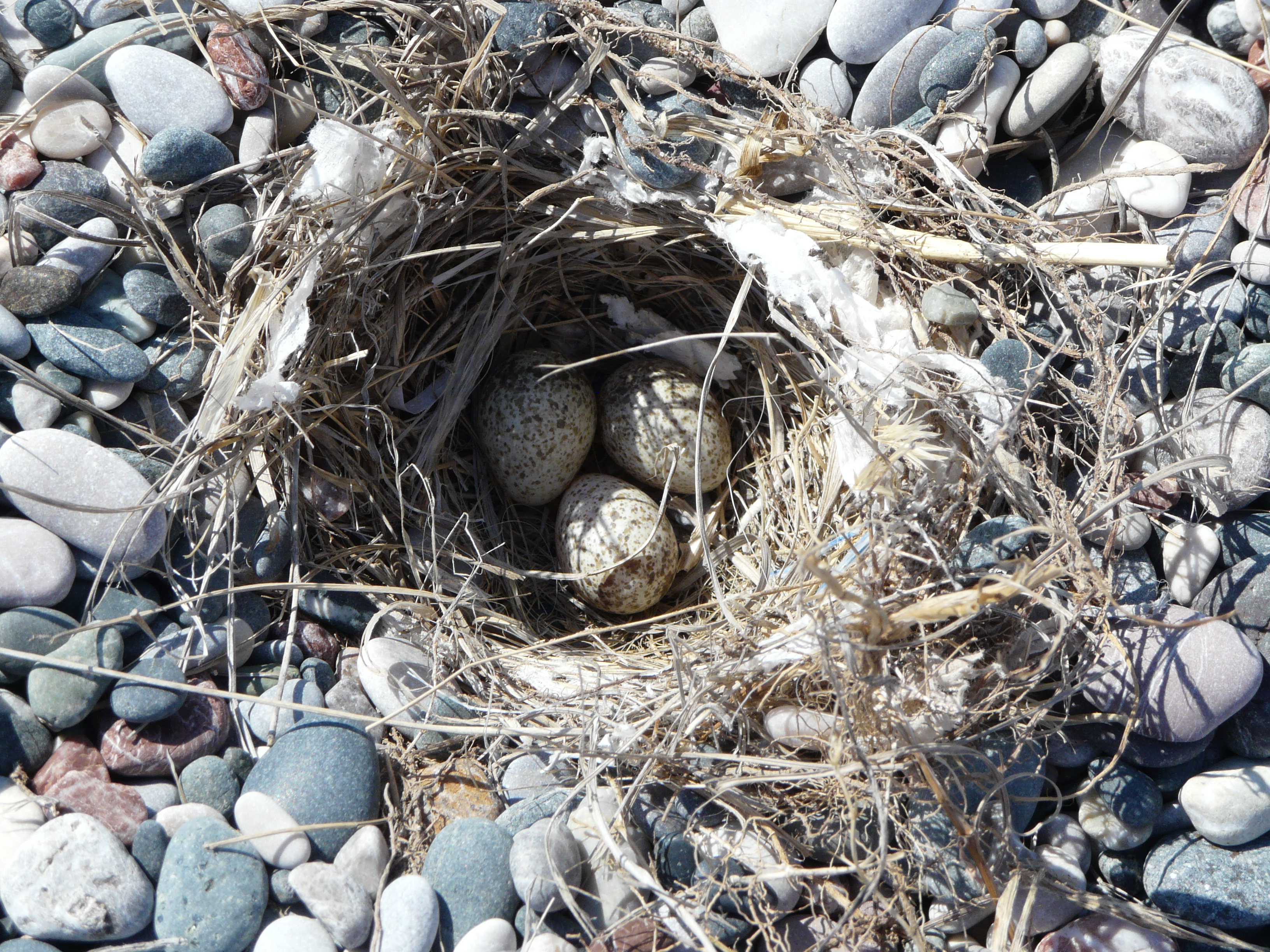
Gniazdo dzierlatki

Najczęściej przebywają na terenach otwartych, suchych i ciepłych ze skąpą roślinnością, mało urodzajnych i piaszczystych. Na miejskich terenach najczęściej spotyka się je na obszarach blokowisk z dużymi trawnikami, płaskich murawach, a także w miejscach zniszczonych przez przemysł, a na wsi na ich obrzeżach, ugorach z ubogą szatą roślinną, skrajach dróg, łąkach. Lęgną się na terenach ruderalnych w miastach i na ich obrzeżach, wysypiskach śmieci i gruzu, placach i składnicach przemysłowych, ubogich pastwiskach, ugorach ze skąpą roślinnością zielną, parcelach budowlanych, nasypach kolejowych. Czasem gnieździ się na ugorach i polach uprawnych.

## Okres lęgowy

### Toki
W przeciwieństwie do wielu ptaków śpiewających opisywany gatunek przez całą zimę pozostaje w parach. Wiosną, przeważnie w marcu, ptaki zajmują swoje terytoria lęgowe. Tworzone pary są monogamiczne.

### Gniazdo
Na ziemi w wygrzebanym dołku pośród luźnej, niskiej roślinności zielnej lub krzewu, ale dosyć dobrze ukryte. Składa się ze źdźbeł trawy, liści i korzeni, czasem również włosia. Może być osłonięte bryłkami ziemi lub kamieniami. Buduje je samica z pomocą swego partnera.

### Jaja

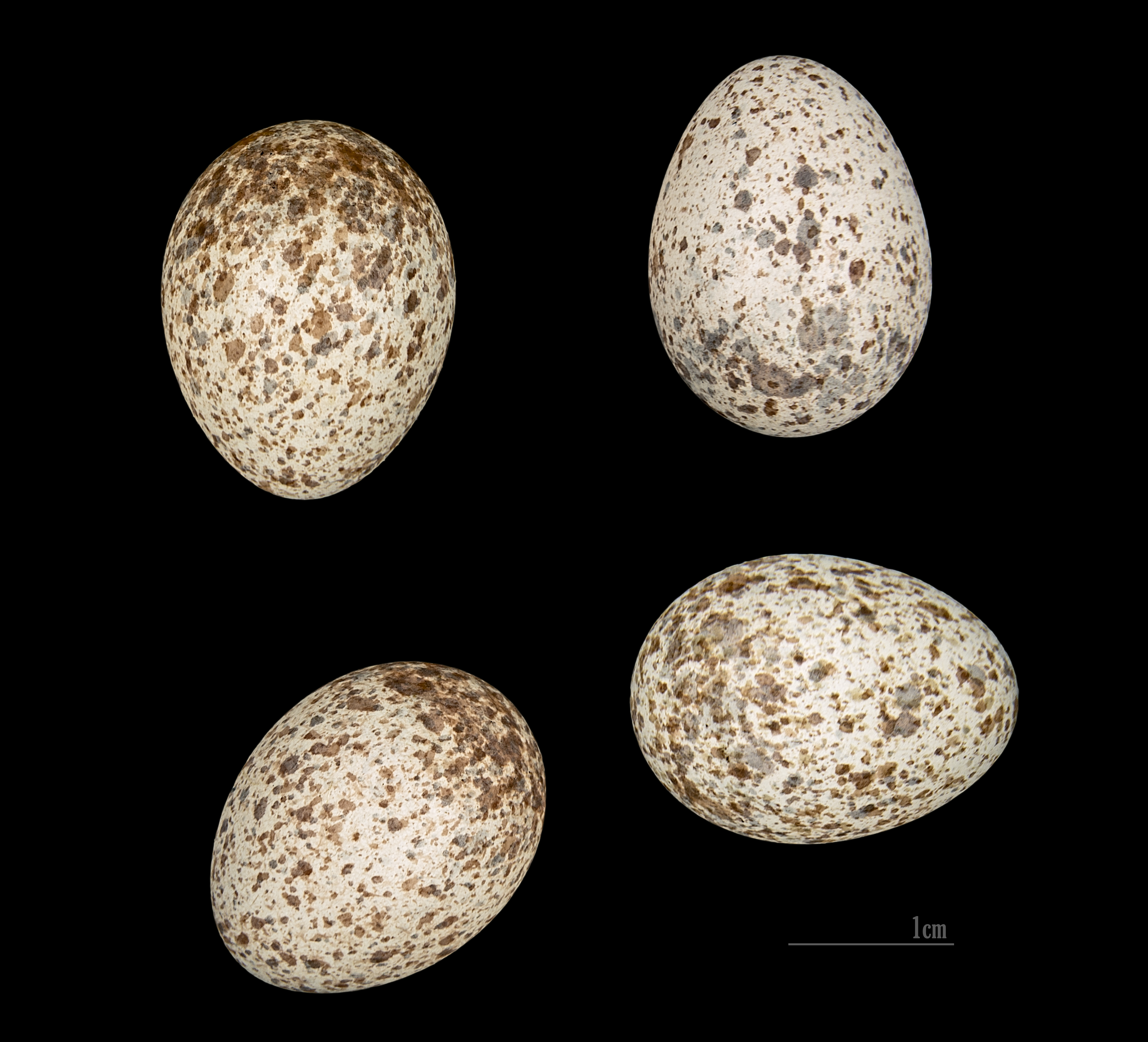
Jaja dzierlatki

Lęgi (zwykle 2 w ciągu roku) od połowy kwietnia do lipca. 3–5 jaj o średnich wymiarach 22 × 17 mm, o tle białym z gęstymi jasnoszarymi lub szaro-fioletowymi plamkami. Są podobne do jaj skowronka polnego, choć mają wyraźniejsze plamkowanie.

### Wysiadywanie
Od złożenia ostatniego jaja trwa 12–13 dni. Na jajach siedzi tylko samica. Pisklęta, gniazdowniki, są dokarmiane przez rodziców, po czym opuszczają gniazdo po 9–10 dniach. Gdy to zrobią, nadal są nielotne i ukrywają się w pobliżu gniazda. Po 14 dniach nabywają zdolność do kąpieli w piasku (podobnie jak ma to miejsce u skowronka polnego), a po 20 potrafią już dobrze latać. Rodzice karmią swe młode prawie wyłącznie owadami (małymi larwami, pasikonikami, chrząszczami) i dżdżownicami. Zimę spędzają na terenach lęgowych i jest jedynie parę obserwacji o większym przemieszczaniu się dzierlatek (część osobników koczuje).

## Pożywienie

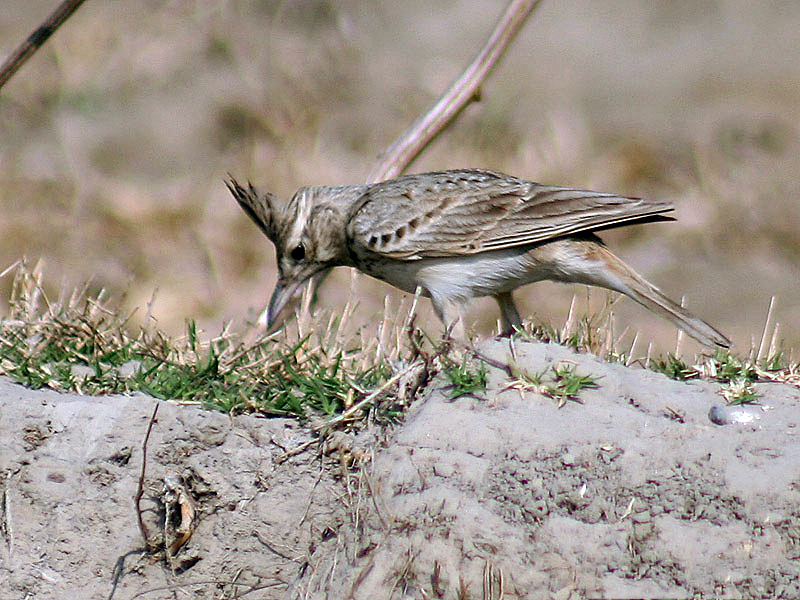
Dzierlatki swego pokarmu szukają wyłącznie na ziemi

Ptak wszystkożerny – je, szczególnie jesienią i zimą, nasiona traw, liście, zielone części roślin i chwastów oraz drobne owady naziemne, jak chrząszcze, i pająki. Zbierają je na ziemi. W diecie jednak przeważa pokarm roślinny.
Od kiedy w miejscach bytowania dzierlatek pojawiły się markety, zmieniły się ich sposoby zdobywania pokarmu. Coraz częściej widuje się je nie tylko przy penetracji najbliższych okolic sklepów, ale też śmiało mogą do nich wchodzić i tam bez strachu szukać resztek pokarmu pomiędzy przechodzącymi ludźmi.

## Status i ochrona
Międzynarodowa Unia Ochrony Przyrody (IUCN) uznaje dzierlatkę za gatunek najmniejszej troski (LC – Least Concern) nieprzerwanie od 1988 roku. Liczebność światowej populacji, obliczona w oparciu o szacunki organizacji BirdLife International dla Europy z 2015 roku, mieści się w przedziale 175–250 milionów dorosłych osobników. Ogólny trend liczebności populacji uznawany jest za spadkowy.
Na terenie Polski gatunek ten jest objęty ścisłą ochroną gatunkową. Na Czerwonej liście ptaków Polski dzierlatka sklasyfikowana została jako gatunek najmniejszej troski (LC).
Od lat 80. liczebność dzierlatki w wielu obszarach Polski zmniejsza się. Wśród możliwych przyczyn wymienia się: pogorszenie warunków do zimowania (ciężkie zimy 1978/1979 i 1981/1982, zanik transportu konnego (końskie odchody zawierają resztki ziarna, które stanowią podstawową zimową bazę pokarmową tego ptaka) i w związku z tym brak owsa i innego pokarmu na drogach), likwidacja i zagospodarowywanie terenów ruderalnych w ludzkie osiedla oraz zmiany w zasiedlanym środowisku (obszary ruderalne są zagospodarowywane lub zarastają wysoką roślinnością w wyniku eutrofizacji).